# ISO 3166-2:AG
ISO 3166-2:AG este o secțiune a ISO 3166-2, parte a standardului ISO 3166, publicat de Organizația Internațională de Standardizare (ISO), care definește codurile pentru subdiviziunile statului Antigua și Barbuda (a cărui cod ISO 3166-1 alpha-2 este AG).
În prezent 6 parohii și 2 dependențe au alocate coduri. Fiecare cod începe cu AG-, urmat de două cifre, astfel:
- 03–08: parohii (toate pe Insula Antigua)
- 10–11: dependențe (Barbuda și Redonda)

## Codurile actuale
Codurile și numele diviziunilor sunt listate așa cum se regăsesc în standardul publicat de Agenția de Mentenanță a standardului ISO 3166 (ISO 3166/MA). Faceți click pe butonul din capul listei pentru a sorta fiecare coloană.
| Cod   | Nume subdiviziune | Categorie subdiviziune |
| ----- | ----------------- | ---------------------- |
| AG-03 | Saint George      | parohie                |
| AG-04 | Saint John        | parohie                |
| AG-05 | Saint Mary        | parohie                |
| AG-06 | Saint Paul        | parohie                |
| AG-07 | Saint Peter       | parohie                |
| AG-08 | Saint Philip      | parohie                |
| AG-10 | Barbuda           | dependență             |
| AG-11 | Redonda           | dependență             |